# Pennie Smith
Pour les articles homonymes, voir Smith.
Pennie Smith (née vers 1949) est une photographe de rock renommée, née à Londres. Elle est spécialisée dans les photos en noir et blanc.

## Biographie
Smith étudia à l'école d'art de Twickenham à la fin des années 1960, apprenant le graphisme et l’art plastique.
Avec d'autres, elle collabora avec le concepteur graphique Barney Bubbles et le journaliste musical Nick Kent en produisant le magazine Friends de 1969 à 1972. Son premier important cachet en tant que photographe fut pour couvrir une tournée de Led Zeppelin dans les années 1970. Smith travailla ensuite pour le New Musical Express jusqu'au début des années 1980.
Dans sa carrière, Smith a photographié beaucoup d'icônes et légendes du Rock, tels Pink Fairies, Led Zeppelin, The Rolling Stones, The Who, Iggy Pop, The Clash, The Jam, Debbie Harry, U2, Morrissey.
En plus de portraits, elle prit également en photo des moments forts de la scène rock lors de diverses tournées avec des musiciens. Ainsi, l'une de ses plus célèbres est celle qui servit de couverture à l'album London Calling des Clash. Elle représente Paul Simonon fracassant sa basse sur une scène de New York lors d'une tournée en 1979. La photo a d'ailleurs reçu le prix de la « meilleure photo de rock'n'roll de tous les temps » décerné par Q en 2002.
Ses travaux ont été publiés en couverture et dans les pages de NME, sur des pochettes d'albums, sur des supports promotionnels et sont sortis dans des livres. En 1980, elle publia The Clash: Before and After qui devint un best-seller.
Smith travaille aujourd'hui dans une gare désaffectée de l'ouest de Londres qu'elle a achetée et transformée en un studio lorsqu'elle était étudiante. Elle travaille à son compte sur des reportages photo noir et blanc.